# Dărănuța
Numele de familie Dărănuță sau întâlnit sub altă formă ca Daranuța,  este des purtat de mai multe persoane din Republica Moldova,  și mai cu seamă în satul Tocuz, raionul Căușeni. Multe dintre aceste persoane au o legătură mai aproape sau mai departe cu acest sat. 
Prima menționare o fac sursele rusești (1489), precum că ar fi existat un boier pe nume Vsevolod Daranuța în regiunea Sverdlovsk,  Novîe Sergi. Nu se știe dacă acesta ar fi avut vreo legătură cu Moldova,  luând în considerare că acest oraș e situat la o depărtare mare de teritoriul dintre Nistru-Prut. De-asemenea sursele rusești menționează că 20 % purtători sunt de origine etnică țigani. 
Multe din numele de familie la început au fost un prenume diminutiv (poreclă) și modificate de purtători să nu sune jignitor. Pe baza acestei teorii am putea presupune ca vine de la cuvântul: ,, dărăpănătură".
O altă presupunere ar fi că vine de la ,,dara", ceea ce înseamnă ,,tară" sau obiectul în care se ține o marfă. 
Dacă luăm în calcul că lângă satul Tocuz,  au fost situate două sate de nemți: Iulianca (distrus pe vremea deportărilor) și Zvezocika (care este în prezent cu acest nume și a fost populat de ruși și ucraineni după al doilea război mondial) ,  am putea presupune că ar avea o legătură cu limba germană, întrucât. ,, Daran" este un adverb ce se traduce ca la aceasta,  pe aceasta.